# Pinalia ringens
Pinalia ringens är en orkidéart som först beskrevs av Heinrich Gustav Reichenbach, och fick sitt nu gällande namn av Carl Ernst Otto Kuntze. Pinalia ringens ingår i släktet Pinalia och familjen orkidéer. Inga underarter finns listade i Catalogue of Life.